# Zearaja chilensis
Zearaja chilensis és una espècie de peix de la família dels raids i de l'ordre dels raïformes.

## Morfologia
- Els mascles poden assolir 42 cm de longitud total.[3]

## Reproducció
És ovípar i les femelles ponen càpsules d'ous, les quals presenten com unes banyes a la closca.

## Hàbitat
És un peix marí, de clima temperat i demersal.

## Distribució geogràfica
Es troba a l'oceà Atlàntic sud-occidental i el Pacífic sud-oriental: des de l'Uruguai i Xile fins a la Patagònia i les Illes Malvines.

## Observacions
És inofensiu per als humans.